# Secretariado-geral de Mikhail Gorbatchov
Em 11 de março de 1985, Mikhail Gorbatchov foi eleito o sétimo Secretário-Geral do Partido Comunista da União Soviética pelo Politburo do PCUS após a morte de Konstantin Chernenko. Ele foi o último secretário-geral e líder soviético antes da dissolução da União Soviética.
Em 1978, ele retornou a Moscou para se tornar Secretário do Comitê Central do partido; juntou-se ao Politburo governante (25º mandato) como membro candidato sem direito a voto em 1979 e como membro votante em 1980.
Embora Gorbatchov quisesse preservar a União Soviética e os ideais marxistas-leninistas, ele reconheceu a necessidade de reformas significativas. Ele decidiu retirar as tropas da Guerra Soviético-Afegã e se encontrou com o presidente dos Estados Unidos, Ronald Reagan, na Cúpula de Reykjavik para discutir a limitação da produção de armas nucleares e o fim da Guerra Fria. Ele também propôs um programa de três etapas para abolir as armas nucleares do mundo até o final do século XX.
Internamente, sua política de glasnost ("abertura") permitiu a melhoria da liberdade de expressão e de imprensa, enquanto sua perestroika ("reestruturação") buscou descentralizar a tomada de decisões econômicas para melhorar sua eficiência. No final das contas, os esforços de democratização de Gorbatchov e a formação do Congresso eleito dos Deputados do Povo minaram a supremacia que o PCUS tinha na governança soviética. Quando vários países do Pacto de Varsóvia abandonaram a governança marxista-leninista em 1989, ele se recusou a intervir militarmente. O crescente sentimento nacionalista dentro das repúblicas constituintes ameaçou desmantelar a União Soviética, levando os linha-dura dentro do Partido Comunista a lançar um golpe malsucedido contra Gorbatchov em agosto de 1991. Após a tentativa de golpe, a União Soviética se dissolveu contra a vontade de Gorbatchov.

## Contexto
Em novembro de 1978, Gorbachev foi nomeado para o Secretariado de Agricultura do Comitê Central (25º mandato), substituindo seu antigo patrono Fyodor Kulakov, que havia morrido de um ataque cardíaco.  A sua nomeação foi aprovada por unanimidade pelos membros do Comité Central.  As colheitas de 1979, 1980 e 1981 foram todas fracas, devido em grande parte às condições meteorológicas,  e o país teve de importar quantidades crescentes de cereais.  Ele tinha preocupações crescentes sobre o sistema de gestão agrícola do país, passando a considerá-lo excessivamente centralizado e exigindo uma tomada de decisões mais ascendente;  levantou estes pontos no seu primeiro discurso no Plenário do Comité Central, proferido em Julho de 1978.  Ele começou a se preocupar com outras políticas também. Em Dezembro de 1979, os soviéticos enviaram as forças armadas para o vizinho Afeganistão para apoiar o seu governo alinhado com os soviéticos contra os insurgentes islâmicos; Gorbachev considerou isso um erro.  Por vezes, apoiou abertamente a posição do governo; em Outubro de 1980, por exemplo, apoiou os apelos soviéticos para que o governo marxista-leninista da Polónia reprimisse a crescente dissidência interna naquele país.  No mesmo mês, foi promovido de membro candidato sem direito a voto a membro votante pleno do Politburo (25º mandato), tornando-se o membro mais jovem da mais alta autoridade decisória do Partido Comunista. 
Após a morte de Leonid Brejnev em novembro de 1982, Iúri Andropov o sucedeu como Secretário Geral do Partido Comunista, o líder de facto na União Soviética. Gorbachev estava entusiasmado com a nomeação.  No entanto, embora Gorbachev esperasse que Andropov introduzisse reformas liberalizantes, este último apenas realizou mudanças de pessoal e não mudanças estruturais.  Gorbachev tornou-se o aliado mais próximo de Andropov no Politburo;  com o encorajamento de Andropov, Gorbachev às vezes presidia as reuniões do Politburo.  Andropov encorajou Gorbachev a expandir-se para áreas políticas diferentes da agricultura, preparando-o para futuros cargos mais elevados.  Em abril de 1983, num sinal de crescente ascendência, Gorbachev proferiu o discurso anual que assinalava o aniversário do fundador soviético Vladimir Lenin;  isto exigiu-lhe que relesse muitos dos escritos posteriores de Lenin, nos quais este último tinha apelado à reforma no contexto da Nova Política Econômica da década de 1920, e encorajou a própria convicção de Gorbachev de que a reforma era necessária.  Em maio de 1983, Gorbachev foi enviado ao Canadá, onde se encontrou com o primeiro-ministro Pierre Trudeau e discursou no Parlamento canadense.  Lá, ele conheceu e fez amizade com o embaixador soviético, Aleksandr Yakovlev, que mais tarde se tornou um aliado político importante. 
Em fevereiro de 1984, Andropov morreu; no seu leito de morte indicou o seu desejo de que Gorbachev o sucedesse.  No entanto, muitos no Comitê Central pensavam que Gorbachev, de 53 anos, era demasiado jovem e inexperiente.  Em vez disso, Konstantin Chernenko —um antigo aliado de Brejnev —foi nomeado secretário-geral, mas também ele estava com uma saúde muito debilitada.  Chernenko estava frequentemente doente demais para presidir às reuniões do Politburo, com Gorbachev a intervir no último minuto.  Gorbachev continuou a cultivar aliados tanto no Kremlin como fora dele,  e também fez o discurso principal numa conferência sobre a ideologia soviética, onde irritou os linha-dura do partido ao insinuar que o país necessitava de reformas. 
Em abril de 1984, Gorbachev foi nomeado presidente da Comissão dos Negócios Estrangeiros da legislatura soviética, um cargo largamente honorífico.  Em junho, ele viajou para a Itália como representante soviético para o funeral do líder do Partido Comunista Italiano, Enrico Berlinguer,  e em setembro para Sófia, capital da Bulgária, para participar das comemorações do quadragésimo aniversário de sua libertação dos nazistas pelo Exército Vermelho.  Em Dezembro, visitou a Grã-Bretanha a pedido da sua primeira-ministra Margaret Thatcher ; ela sabia que ele era um potencial reformador e queria conhecê-lo.  No final da visita, Thatcher disse: "Gosto do Sr. Gorbachev. Podemos fazer negócios juntos".  Ele sentiu que a visita ajudou a corroer o domínio de Andrei Gromiko na política externa soviética, ao mesmo tempo que enviava um sinal ao governo dos Estados Unidos de que queria melhorar as relações soviético-americanas. 

## Ascensão ao poder
Após a morte de Chernenko em 10 de março de 1985, Andrei Gromiko propôs Gorbachev como o próximo secretário-geral. E como Gromiko era um membro de longa data do partido, a sua recomendação teve grande peso no Comité Central.  Gorbachev esperava muita oposição à sua nomeação como secretário-geral, mas, em última análise, o resto do Politburo apoiou-o.  Pouco depois da morte de Chernenko, em 11 de março de 1985, o Politburo elegeu por unanimidade Gorbachev como seu sucessor.  Tornou-se assim o oitavo líder da União Soviética.  Poucos no governo imaginaram que ele seria um reformador tão radical como provou.  Embora não fosse uma figura muito conhecida do público soviético, houve um alívio generalizado pelo facto de o novo líder não ser idoso nem doente.  A primeira aparição pública de Gorbachev como líder foi no funeral de Chernenko na Praça Vermelha, realizado em 14 de março.  Dois meses depois de ser eleito, ele deixou Moscou pela primeira vez, viajando para Leningrado, onde discursou para multidões reunidas.  Em Junho, viajou para a Ucrânia, em Julho para a Bielorrússia e em Setembro para a região de Tyumen, instando os membros do partido nestas áreas a assumirem mais responsabilidade na resolução dos problemas locais. 

## Primeiros anos
O estilo de liderança de Gorbachev era diferente do de seus antecessores. Ele parava para conversar com civis na rua, proibiu a exibição de seu retrato nas celebrações do feriado da Praça Vermelha em 1985 e encorajou discussões francas e abertas nas reuniões do Politburo.  Para o Ocidente, Gorbachev era visto como um líder soviético mais moderado e menos ameaçador; alguns comentadores ocidentais, no entanto, acreditavam que isso era um ato para induzir os governos ocidentais a uma falsa sensação de segurança.  A sua esposa era a sua conselheira mais próxima e assumiu o papel não oficial de "primeira-dama", aparecendo com ele em viagens ao estrangeiro; a sua visibilidade pública era uma violação das práticas normais e gerava ressentimento.  Seus outros assessores próximos foram Georgy Shakhnazarov e Anatoly Chernyaev. 
Gorbachev estava ciente de que o Politburo poderia removê-lo do cargo e que ele não poderia prosseguir uma reforma mais radical sem uma maioria de apoiantes no Politburo.  Ele procurou remover vários membros mais velhos do Politburo, encorajando Grigory Romanov, Nikolai Tikhonov e Viktor Grishin a se aposentarem.  Ele promoveu Gromyko a chefe de Estado, uma função amplamente cerimonial com pouca influência, e moveu seu próprio aliado, Eduard Shevardnadze, para o antigo posto de Gromyko, responsável pela política externa.  Outros aliados que ele viu promovidos foram Yakovlev, Anatoly Lukyanov e Vadim Medvedev.  Outro dos promovidos por Gorbachev foi Boris Iéltsin, que foi nomeado secretário do Comitê Central (26º mandato) em julho de 1985.  A maioria destes nomeados pertencia a uma nova geração de funcionários bem-educados que tinham ficado frustrados durante a era Brezhnev.  No seu primeiro ano, 14 dos 23 chefes de departamento da secretaria foram substituídos.  Ao fazê-lo, Gorbachev garantiu o domínio no Politburo em um ano, mais rápido do que Josef Stalin, Nikita Khrushchov ou Brejnev haviam alcançado. 

### Política interna

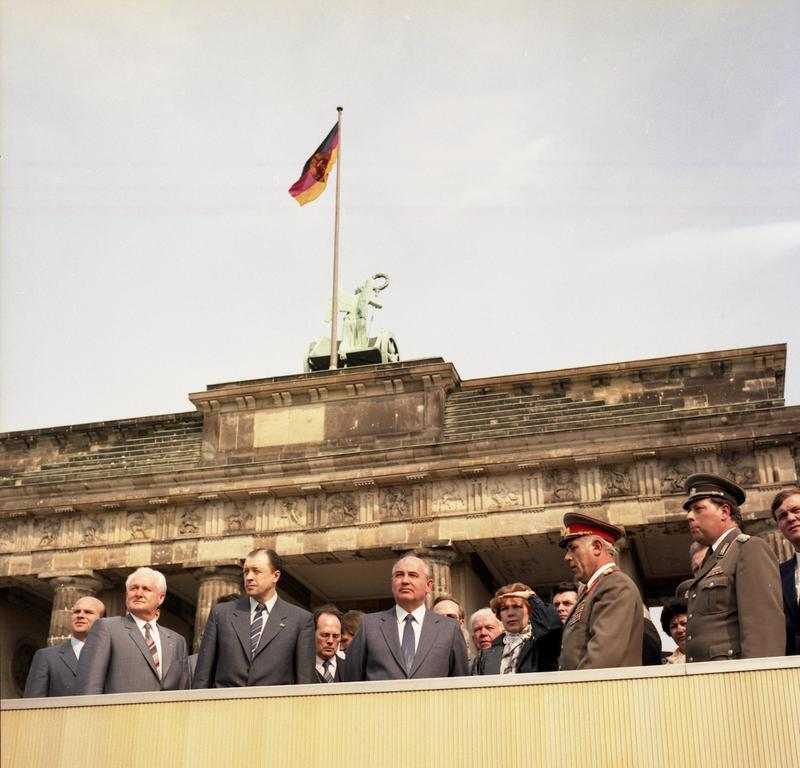
Gorbachev no Portão de Brandemburgo em 1986 durante uma visita à Alemanha Oriental

Gorbachev empregou recorrentemente o termo perestroika, usado publicamente pela primeira vez em março de 1984.  Ele via a perestroika como algo que abrangia uma série complexa de reformas para reestruturar a sociedade e a economia.  Ele estava preocupado com a baixa produtividade do país, com a fraca ética de trabalho e com os produtos de qualidade inferior;  tal como vários economistas, temia que isso levasse o país a tornar-se numa potência de segunda categoria.  A primeira fase da perestroika de Gorbachev foi uskoreniye (“aceleração”), um termo que ele usou regularmente nos primeiros dois anos da sua liderança.  A União Soviética estava atrás dos Estados Unidos em muitas áreas de produção,  mas Gorbachev afirmou que aceleraria a produção industrial para igualar a dos EUA até 2000.  O Plano Quinquenal de 1985-1990 tinha como objectivo expandir a construção de máquinas entre 50 e 100%.  Para aumentar a produtividade agrícola, ele fundiu cinco ministérios e um comitê estadual em uma única entidade, a Agroprom, embora no final de 1986 ele tenha reconhecido essa fusão como um fracasso. 
O objetivo da reforma era sustentar a economia centralmente planejada — não fazer a transição para o socialismo de mercado. Falando no final do verão de 1985 aos secretários de assuntos económicos dos comités centrais dos partidos comunistas da Europa de Leste, Gorbachev disse: "Muitos de vocês veem a solução para os vossos problemas no recurso a mecanismos de mercado em vez do planeamento direto. Alguns de vocês olham para o mercado como um salva-vidas para as vossas economias. Mas, camaradas, não devem pensar em salva-vidas, mas sim no navio, e o navio é o socialismo." A perestroika de Gorbachev também implicou tentativas de se afastar da gestão tecnocrática da economia, envolvendo cada vez mais a força de trabalho na produção industrial.  Ele acreditava que, uma vez libertadas do forte controlo dos planeadores centrais, as empresas estatais atuariam como agentes de mercado.  Gorbachev e outros líderes soviéticos não previram oposição às reformas da perestroika; de acordo com a sua interpretação do marxismo, acreditavam que numa sociedade socialista como a União Soviética não haveria "contradições antagónicas".  No entanto, surgiria no país a percepção pública de que muitos burocratas estavam a elogiar as reformas apenas superficialmente, ao mesmo tempo que tentavam miná-las.  Ele também iniciou o conceito de gospriyomka (aceitação estatal da produção) durante seu mandato como líder, que representava o controle de qualidade. Em Abril de 1986, introduziu uma reforma agrária que vinculava os salários à produção e permitia que as quintas colectivas vendessem 30% da sua produção directamente às lojas ou cooperativas, em vez de entregarem tudo ao Estado para distribuição.  Num discurso de Setembro de 1986, ele abraçou a ideia de reintroduzir a economia de mercado no país, juntamente com a iniciativa privada limitada, citando a Nova Política Econômica de Lenin como um precedente; no entanto, sublinhou que não considerava isto um regresso ao capitalismo. 
Na União Soviética, o consumo de álcool aumentou de forma constante entre 1950 e 1985.  Na década de 1980, a embriaguez era um grande problema social e Andropov planejou uma grande campanha para limitar o consumo de álcool, mas morreu antes que o plano fosse colocado em ação. Incentivado pela sua esposa, Gorbachev – que acreditava que a campanha iria melhorar a saúde e a eficiência do trabalho – supervisionou a sua implementação.  A produção de álcool foi reduzida em cerca de 40%, a idade legal para beber aumentou de 18 para 21 anos, os preços do álcool aumentaram e as lojas foram proibidas de vendê-lo antes das 14h, e penalidades mais severas foram introduzidas para embriaguez no local de trabalho ou em público e produção doméstica de álcool. O programa também recomendou que cenas de bebida fossem censuradas em filmes antigos.  A Sociedade Voluntária de Toda a União para a Luta pela Temperança foi formada para promover a sobriedade; tinha mais de 14 milhões de membros em três anos. A propaganda antiálcool foi distribuída, principalmente por meio de outdoors que exaltavam as virtudes de uma força de trabalho sóbria. [ 73 ] Como resultado, as taxas de criminalidade diminuíram e a esperança de vida aumentou ligeiramente entre 1986 e 1987.  No entanto, a produção ilegal de bebidas alcoólicas aumentou consideravelmente,  e a reforma impôs grandes custos à economia soviética, nomeadamente através da diminuição da cobrança de impostos devido à diminuição das vendas de álcool, resultando em perdas de até 100 bilhões de dólares americanos entre 1985 e 1990. Outro problema sério era a pressão sobre o sistema de saúde soviético, já que cidadãos soviéticos sem instrução recorriam ao consumo de álcool isopropílico, removedor de esmalte ou colônia como substitutos perigosos, resultando em um aumento nos casos de envenenamento.  Gorbachev considerou mais tarde que a campanha tinha sido um erro,  e esta foi encerrada em outubro de 1988.  Após o seu fim, a produção demorou vários anos a regressar aos níveis anteriores, tendo o consumo de álcool disparado na Rússia entre 1990 e 1993. 

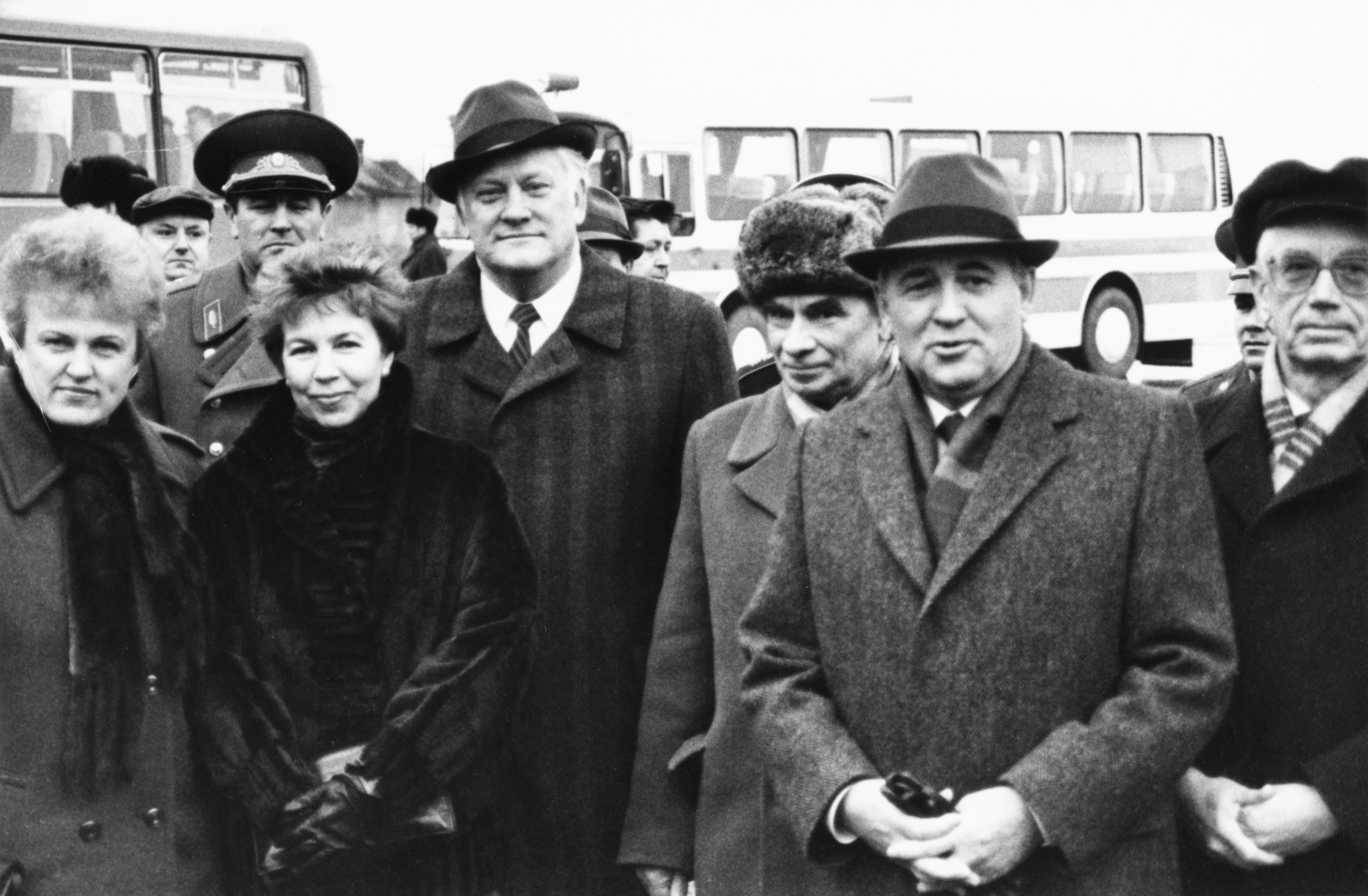
A visita de Gorbachev a Vilnius em 1990, numa tentativa de impedir a declaração de independência da Lituânia, que foi aprovada dois meses depois

No segundo ano da sua liderança, Gorbachev começou a falar de glasnost, ou “abertura”.  Segundo Doder e Branson, isto significou “maior abertura e franqueza nos assuntos governamentais e uma interação de pontos de vista diferentes e por vezes conflitantes nos debates políticos, na imprensa e na cultura soviética”.  Encorajando os reformadores a assumirem posições de destaque na mídia, ele trouxe Sergei Zalygin como chefe da revista Novy Mir e Yegor Yakovlev como editor-chefe do Moscow News.  Ele nomeou o historiador Yuri Afanasyev reitor da Faculdade de Arquivo Histórico do Estado, de onde Afansiev poderia pressionar pela abertura de arquivos secretos e pela reavaliação da história soviética.  Dissidentes proeminentes como Andrei Sakharov foram libertados do exílio interno ou da prisão.  Gorbachev via a glasnost como uma medida necessária para garantir a perestroika, alertando a população soviética sobre a natureza dos problemas do país, na esperança de que apoiassem os seus esforços para os resolver.  Particularmente popular entre a intelectualidade soviética, que se tornou apoiante chave de Gorbachev,  a glasnost aumentou a sua popularidade interna, mas alarmou muitos radicais do Partido Comunista.  Para muitos cidadãos soviéticos, este novo nível de liberdade de expressão e de imprensa – e as revelações que o acompanham sobre o passado do país – era desconfortável. 
Alguns no partido achavam que Gorbachev não estava indo longe o suficiente em suas reformas; um importante crítico liberal era Yeltsin. Ele ascendeu rapidamente desde 1985, chegando ao cargo de secretário do partido em Moscou.  Tal como muitos membros do governo, Gorbachev era céptico em relação a Ieltsin, acreditando que ele se dedicava a demasiada autopromoção.  Yeltsin também criticou Gorbachev, considerando-o condescendente.  No início de 1986, Yeltsin começou a criticar Gorbachev nas reuniões do Politburo.  No Vigésimo Sétimo Congresso do Partido, em fevereiro, Yeltsin pediu reformas mais abrangentes do que as que Gorbachev estava iniciando e criticou a liderança do partido, embora não tenha citado Gorbachev pelo nome, alegando que um novo culto à personalidade estava se formando. Gorbachev abriu então a palavra para respostas, após as quais os participantes criticaram publicamente Yeltsin durante várias horas.  Depois disso, Gorbachev também criticou Iéltsin, alegando que ele só se importava consigo mesmo e era "politicamente analfabeto".  Yeltsin renunciou então ao cargo de secretário do partido em Moscovo e ao cargo de membro do Politburo.  A partir deste ponto, as tensões entre os dois homens desenvolveram-se num ódio mútuo. 
Em abril de 1986 ocorreu o desastre de Chernobil.  Imediatamente após o ocorrido, autoridades deram a Gorbachev informações incorretas para minimizar o incidente. À medida que a dimensão do desastre se tornou evidente, 336.000 pessoas foram evacuadas da área em torno de Chernobil.  Taubman observou que o desastre marcou "um ponto de viragem para Gorbachev e para o regime soviético".  Vários dias depois do ocorrido, ele fez um relatório televisionado para a nação.  Ele citou o desastre como prova do que considerava serem problemas generalizados na sociedade soviética, como mão de obra de má qualidade e inércia no local de trabalho.  Gorbachev descreveu mais tarde o incidente como um que o fez apreciar a escala da incompetência e dos encobrimentos na União Soviética.  De abril até o final do ano, Gorbachev tornou-se cada vez mais aberto em suas críticas ao sistema soviético, incluindo a produção de alimentos, a burocracia estatal, o recrutamento militar e o grande tamanho da população prisional. 

### Política externa

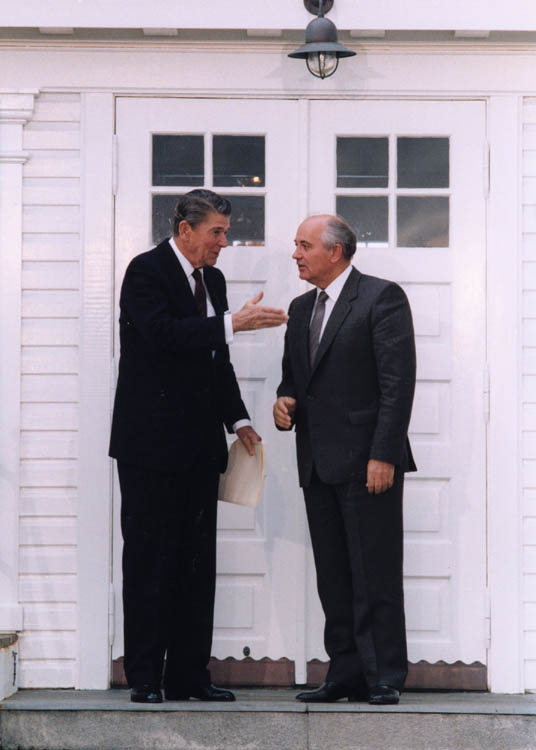
O Presidente dos EUA Ronald Reagan e Gorbachev se encontram na Islândia, 1986

Num discurso proferido em maio de 1985 no Ministério dos Negócios Estrangeiros soviético — a primeira vez que um líder soviético se dirigiu directamente aos diplomatas do seu país — Gorbachev falou de uma "reestruturação radical" da política externa.  Uma questão importante que a sua liderança enfrentou foi o envolvimento soviético na Guerra Civil Afegã, que já durava mais de cinco anos.  Ao longo da guerra, o Exército Soviético sofreu pesadas baixas e houve muita oposição ao envolvimento soviético, tanto entre o público como entre os militares.  Ao tornar-se líder, Gorbachev viu a retirada da guerra como uma prioridade fundamental.  Em Outubro de 1985, encontrou-se com o líder marxista afegão Babrak Karmal, instando-o a reconhecer a falta de apoio público generalizado ao seu governo e a procurar um acordo de partilha de poder com a oposição.  Nesse mês, o Politburo aprovou a decisão de Gorbachev de retirar as tropas de combate do Afeganistão, embora as últimas tropas só tenham saído em Fevereiro de 1989. 
Gorbachev herdou um período renovado de alta tensão na Guerra Fria.  Ele acreditava firmemente na necessidade de melhorar drasticamente as relações com os Estados Unidos; estava horrorizado com a perspectiva de uma guerra nuclear, estava ciente de que a União Soviética dificilmente venceria a corrida armamentista e pensava que o foco contínuo em altos gastos militares era prejudicial ao seu desejo de reforma interna.  O presidente dos EUA, Ronald Reagan, pareceu publicamente não querer uma redução das tensões, tendo abandonado a distensão e o controlo de armas, iniciado um reforço militar e apelidado a União Soviética de "império do mal". 
Tanto Gorbachev como Reagan queriam uma cimeira para discutir a Guerra Fria, mas cada um deles enfrentou alguma oposição a tal medida dentro dos seus respectivos governos.  Eles concordaram em realizar uma cimeira em Genebra, Suíça, em Novembro de 1985.  Na preparação para isso, Gorbachev procurou melhorar as relações com os aliados da OTAN dos EUA, visitando a França em outubro de 1985 para se encontrar com o presidente François Mitterrand.  Na cimeira de Genebra, as discussões entre Gorbachev e Reagan foram por vezes acaloradas, e Gorbachev ficou inicialmente frustrado porque o seu homólogo norte-americano "parece não ouvir o que estou a tentar dizer".  Além de discutir os conflitos por procuração da Guerra Fria no Afeganistão e na Nicarágua e as questões de direitos humanos, a dupla discutiu a Iniciativa de Defesa Estratégica (IDE) dos EUA, à qual Gorbachev se opôs fortemente.  As esposas da dupla também se conheceram e passaram algum tempo juntas no cume.  A cimeira terminou com um compromisso conjunto para evitar a guerra nuclear e para se reunirem em mais duas cimeiras: em Washington, DC, em 1986 e em Moscou, em 1987.  Após a conferência, Gorbachev viajou para Praga para informar outros líderes do Pacto de Varsóvia sobre os acontecimentos. 

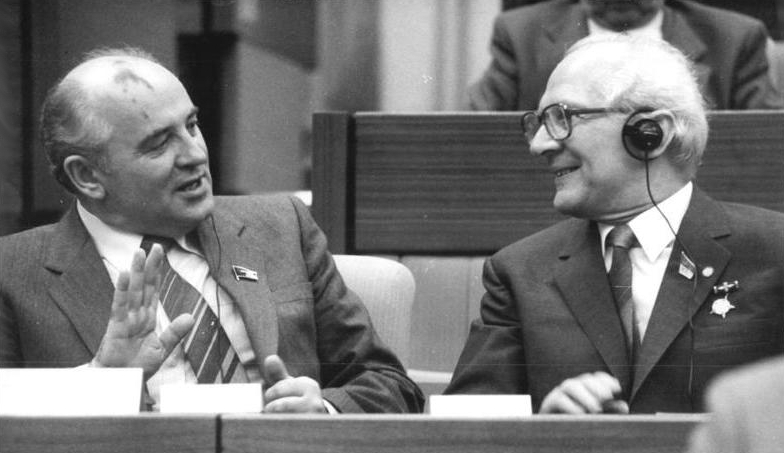
Gorbachev com Erich Honecker da Alemanha Oriental. Em particular, Gorbachev disse a Chernyaev que Honecker era um "canalha".

Em janeiro de 1986, Gorbachev propôs publicamente um programa de três fases para abolir as armas nucleares do mundo até ao final do século XX.  Chegou-se então a um acordo para se encontrar com Reagan em Reykjavík, Islândia, em outubro de 1986. Gorbachev queria garantir garantias de que a Iniciativa de Defesa Estrangeira (IDE) não seria implementada e, em troca, estava disposto a oferecer concessões, incluindo uma redução de 50% nos mísseis nucleares soviéticos de longo alcance.  Ambos os líderes concordaram com o objetivo comum de abolir as armas nucleares, mas Gorbachev acabou achando isso muito fora de alcance e, em vez disso, propôs a eliminação mútua de todos os mísseis nucleares de médio alcance. Reagan recusou-se a terminar o programa SDI e não foi alcançado nenhum acordo.  Após a cimeira, muitos dos aliados de Reagan criticaram-no por ter apoiado a ideia de abolir as armas nucleares.  Gorbachev, entretanto, disse ao Politburo que Reagan era "extraordinariamente primitivo, troglodita e intelectualmente fraco". 
Nas suas relações com o mundo em desenvolvimento, Gorbachev achou muitos dos seus líderes que professavam credenciais socialistas revolucionárias ou uma atitude pró-soviética — como Muammar Khadafi da Líbia e Hafez al-Assad da Síria — frustrantes, e a sua melhor relação pessoal foi com o primeiro-ministro da Índia, Rajiv Gandhi.  Ele pensava que o "campo socialista" dos estados governados por marxistas-leninistas - os países do Bloco de Leste, a Coreia do Norte, o Vietname e Cuba - eram um fardo para a economia soviética, recebendo uma quantidade muito maior de bens da União Soviética do que davam colectivamente em troca.  Ele buscou melhorar as relações com a China, um país cujo governo marxista havia rompido laços com os soviéticos na ruptura sino-soviética e desde então havia passado por sua própria reforma estrutural. Em junho de 1985, ele assinou um acordo comercial de cinco anos no valor de US$ 14 bilhões com o país e em julho de 1986, propôs reduções de tropas ao longo da fronteira soviético-chinesa, saudando a China como "um grande país socialista".  Ele deixou claro o seu desejo de que a União Soviética fosse membro do Banco Asiático de Desenvolvimento e de laços mais estreitos com os países do Pacífico, especialmente com a China e o Japão. 

## Últimos anos

### Reformas domésticas

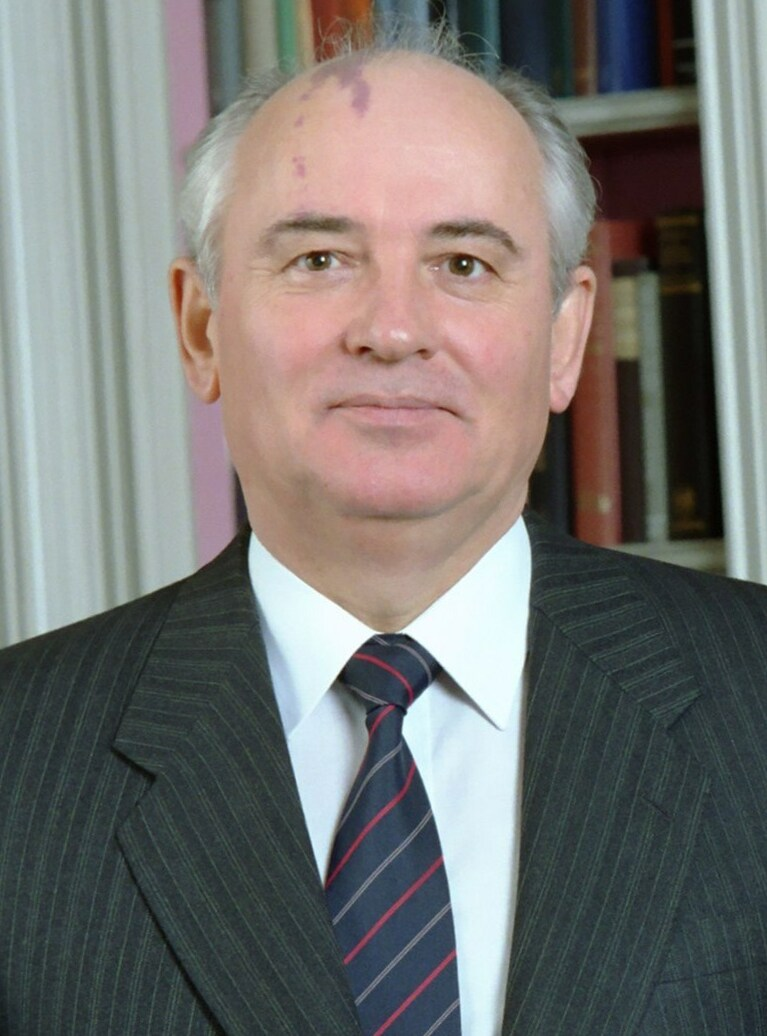
Mikhail Gorbachev na Biblioteca da Casa Branca, 1987

Em Janeiro de 1987, Gorbachev participou num plenário do Comité Central onde falou sobre a perestroika e a democratização, ao mesmo tempo que criticava a corrupção generalizada.  Ele considerou incluir no seu discurso uma proposta para permitir eleições multipartidárias, mas decidiu não fazê-lo.  Após o plenário, ele concentrou suas atenções na reforma econômica, mantendo discussões com autoridades governamentais e economistas.  Muitos economistas propuseram reduzir os controlos ministeriais sobre a economia e permitir que as empresas estatais definissem as suas próprias metas; Nikolai Ryzhkov e outras figuras governamentais estavam cépticos.  Em junho, Gorbachev concluiu seu relatório sobre a reforma econômica. Refletiu um compromisso: os ministros manteriam a capacidade de definir metas de produção, mas estas não seriam consideradas vinculativas.  Nesse mês, um plenário aceitou as suas recomendações e o Soviete Supremo aprovou uma “lei sobre as empresas” que implementava as alterações.  Os problemas económicos persistiram: no final da década de 1980, ainda havia escassez generalizada de bens básicos, inflação crescente e declínio dos padrões de vida.  Isto desencadeou uma série de greves de mineiros em 1989. 
Em 1987, o ethos da glasnost tinha-se espalhado pela sociedade soviética: os jornalistas escreviam cada vez mais abertamente,  muitos problemas económicos estavam a ser revelados publicamente,  e surgiram estudos que reavaliavam criticamente a história soviética.  Gorbachev mostrou-se amplamente favorável, descrevendo a glasnost como "a arma crucial e insubstituível da perestroika".  No entanto, ele insistiu que as pessoas deveriam usar a liberdade recém-descoberta de forma responsável, afirmando que os jornalistas e os escritores deveriam evitar o “sensacionalismo” e ser “completamente objectivos” nas suas reportagens.  Quase duzentos filmes soviéticos anteriormente restritos foram lançados publicamente e uma série de filmes ocidentais também foram disponibilizados.  Em 1989, a responsabilidade soviética pelo massacre de Katyn em 1940 foi finalmente revelada. 
Em Setembro de 1987, o governo deixou de bloquear o sinal da British Broadcasting Corporation e da Voice of America.  As reformas também incluíram uma maior tolerância à religião;  um serviço de Páscoa foi transmitido pela primeira vez na televisão soviética e as celebrações do milénio da Igreja Ortodoxa Russa receberam atenção da comunicação social.  Surgiram organizações independentes, a maioria apoiantes de Gorbachev, embora a maior, a Pamyat, fosse ultranacionalista e antissemita por natureza.  Gorbachev também anunciou que os judeus soviéticos que desejassem emigrar para Israel seriam autorizados a fazê-lo, algo que antes era proibido. 
Em agosto de 1987, Gorbachev passou férias em Nizhnyaya Oreanda, em Oreanda, na Crimeia, onde escreveu Perestroika: um novo pensamento para o nosso país e para o nosso mundo por sugestão de editores norte-americanos.  Para o 70º aniversário da Revolução de Outubro de 1917 — que levou Lenin e o Partido Comunista ao poder — Gorbachev produziu um discurso sobre "Outubro e Perestroika: A Revolução Continua". Proferido numa sessão cerimonial conjunta do Comité Central e do Soviete Supremo no Palácio de Congressos do Kremlin, elogiou Lenine, mas criticou Estaline por supervisionar abusos em massa dos direitos humanos.  Os defensores da linha dura do partido consideraram que o discurso foi longe demais; os liberais consideraram que não foi suficientemente longe. 
Em março de 1988, a revista Sovetskaya Rossiya publicou uma carta aberta da professora Nina Andreyeva. Criticou elementos das reformas de Gorbachev, atacando o que ela considerava como a difamação da era stalinista e argumentando que uma camarilha reformista - que ela insinuou serem principalmente judeus e minorias étnicas - eram os culpados.  Mais de 900 jornais soviéticos republicaram-no e os anti-reformistas uniram-se em torno dele; muitos reformistas entraram em pânico, temendo uma reacção contra a perestroika.  Ao retornar da Iugoslávia, Gorbachev convocou uma reunião do Politburo para discutir a carta, na qual confrontou os linha-dura que apoiavam seu sentimento. Em última análise, o Politburo chegou a uma decisão unânime de expressar a desaprovação da carta de Andreyeva e publicar uma refutação no Pravda.  A refutação de Yakovlev e Gorbachev afirmou que aqueles que “procuram inimigos internos em todo o lado” “não eram patriotas” e apresentou a “culpa de Estaline pelas repressões massivas e pela ilegalidade” como “enorme e imperdoável”. 

### Formação do Congresso dos Deputados do Povo
Embora o próximo congresso do partido não tenha sido agendado antes de 1991, Gorbachev convocou a 19ª Conferência do Partido em seu lugar, em junho de 1988. Ele esperava que, ao permitir a participação de um maior número de pessoas do que em conferências anteriores, conseguiria obter apoio adicional para as suas reformas.  Com autoridades e acadêmicos simpatizantes, Gorbachev elaborou planos de reformas que transfeririam o poder do Politburo para os sovietes. Embora os sovietes tivessem se tornado órgãos em grande parte impotentes que aprovavam as políticas do Politburo, ele queria que eles se tornassem legislaturas permanentes. Ele propôs a formação de uma nova instituição, o Congresso dos Deputados do Povo, cujos membros seriam eleitos por votação amplamente livre.  Este congresso elegeria, por sua vez, um Soviete Supremo da URSS, que se encarregaria da maior parte da legislação. 

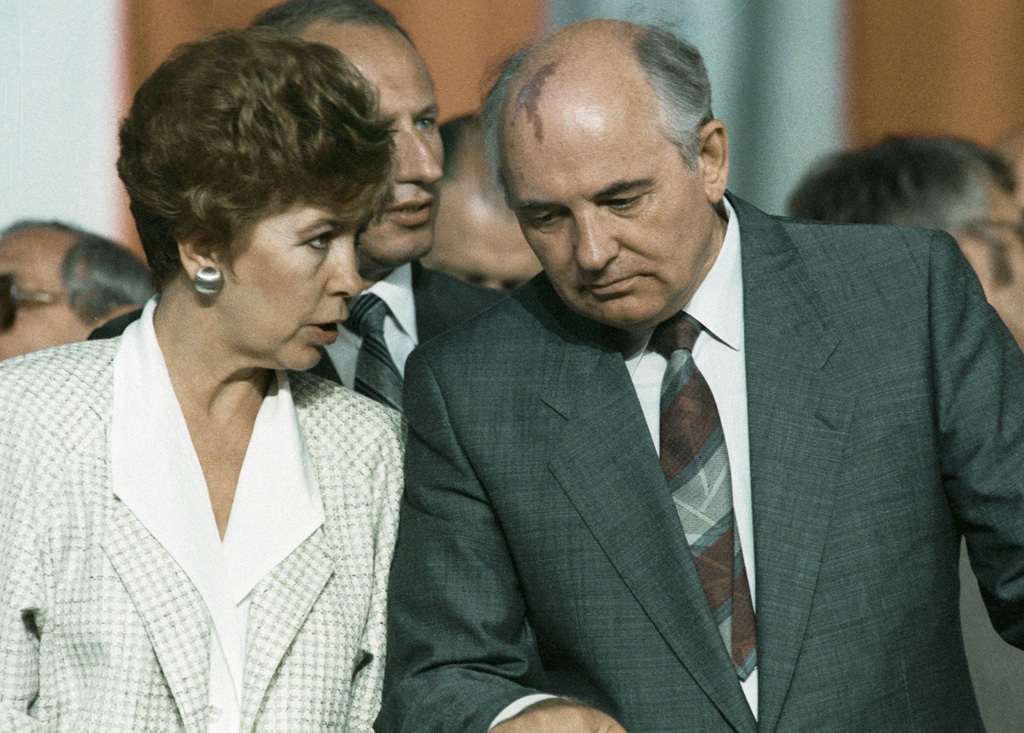
Gorbachev e sua esposa Raíssa em uma viagem à Polônia em 1988

Estas propostas reflectiam o desejo de Gorbachev por mais democracia; no entanto, na sua opinião, havia um grande impedimento, uma vez que o povo soviético tinha desenvolvido uma "psicologia escrava" após séculos de autocracia czarista e de autoritarismo marxista-leninista.  Realizada no Palácio de Congressos do Kremlin, a conferência reuniu 5.000 delegados e contou com discussões entre linha-dura e liberalistas. Os procedimentos foram televisionados e, pela primeira vez desde a década de 1920, a votação não foi unânime.  Nos meses seguintes à conferência, Gorbachev concentrou-se na reformulação e racionalização do aparelho do partido; o pessoal do Comité Central — que na altura contava com cerca de 3.000 pessoas — foi reduzido para metade, enquanto vários departamentos do Comité Central foram fundidos para reduzir o número total de vinte para nove. 
Em Março e Abril de 1989, realizaram-se eleições para o novo Congresso.  Dos 2.250 legisladores a serem eleitos, cem — apelidados de “Cem Vermelhos” pela imprensa — foram escolhidos diretamente pelo Partido Comunista, com Gorbachev garantindo que muitos eram reformistas.  Embora mais de 85% dos deputados eleitos fossem membros do partido,  muitos dos eleitos — incluindo Sakharov e Iéltsin — eram liberalizadores.  Gorbachev ficou satisfeito com o resultado, descrevendo-o como "uma enorme vitória política em circunstâncias extraordinariamente difíceis".  O novo Congresso reuniu-se em Maio de 1989.  Gorbachev foi então eleito seu presidente — o novo chefe de Estado de facto — com 2.123 votos a favor e 87 contra. [ 159 ] As suas sessões foram transmitidas em direto,  e os seus membros elegeram o novo Soviete Supremo.  No Congresso, Sakharov falou repetidamente, exasperando Gorbachev com os seus apelos a uma maior liberalização e à introdução da propriedade privada.  Quando Sakharov morreu pouco depois, Yeltsin tornou-se a figura de proa da oposição liberal. 

### Relações com a China e os estados ocidentais

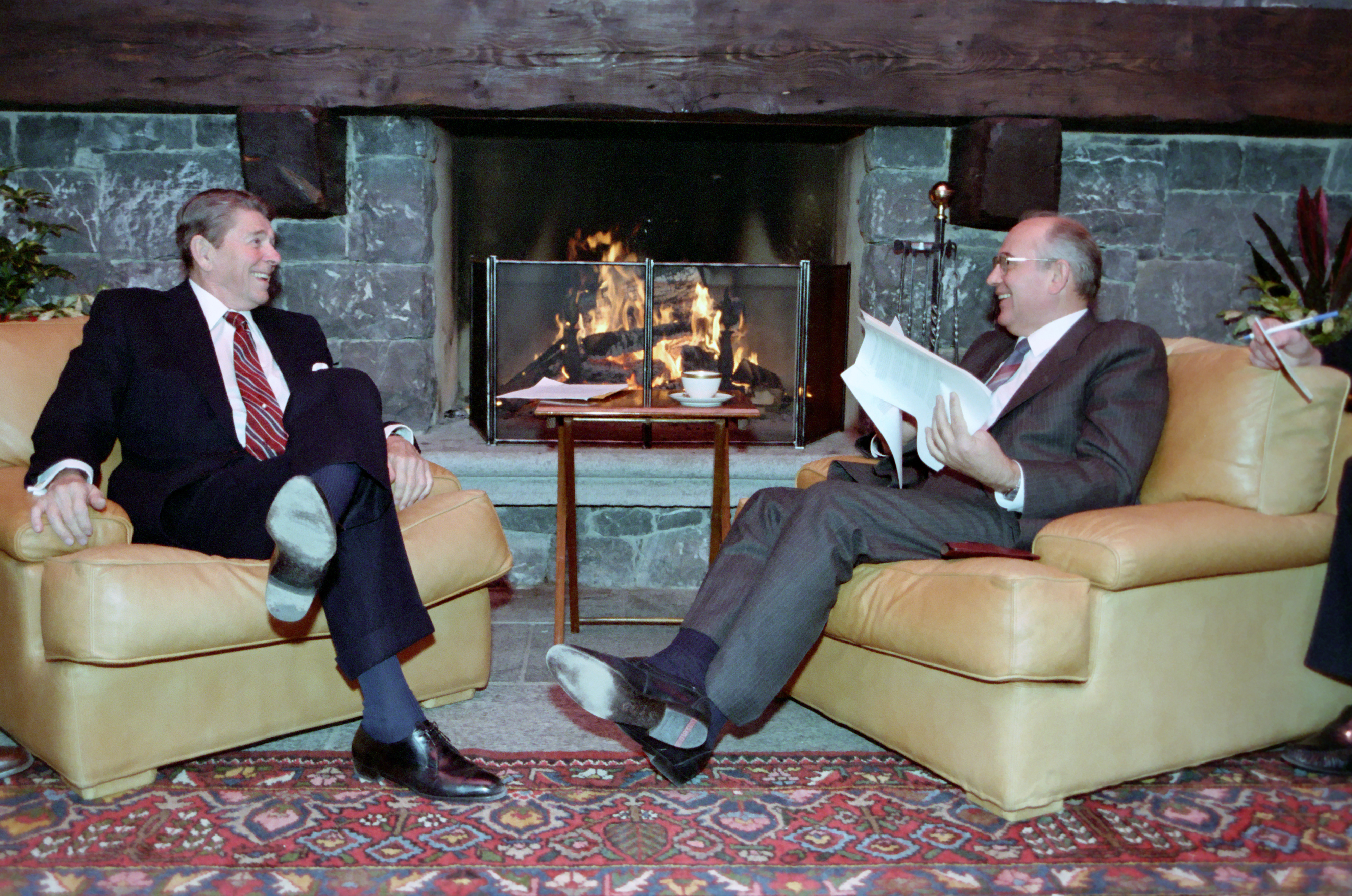
Gorbachev em discussões individuais com Reagan em uma cúpula em Genebra, Suíça, 1985

Gorbachev tentou melhorar as relações com o Reino Unido, a França e a Alemanha Ocidental;  tal como os anteriores líderes soviéticos, estava interessado em afastar a Europa Ocidental da influência dos EUA.  Apelando a uma maior cooperação pan-europeia, falou publicamente de uma “Casa Europeia Comum” e de uma Europa “do Atlântico aos Urais”.  Em Março de 1987, Thatcher visitou Gorbachev em Moscovo; apesar das suas diferenças ideológicas, eles gostavam um do outro.  Em abril de 1989, ele visitou Londres, almoçando com Elizabeth II.  Em Maio de 1987, Gorbachev visitou novamente a França e, em Novembro de 1988, Mitterrand visitou-o em Moscovo.  O chanceler da Alemanha Ocidental, Helmut Kohl, inicialmente ofendeu Gorbachev ao compará-lo ao propagandista nazista Joseph Goebbels, embora mais tarde tenha se desculpado informalmente e, em outubro de 1988, tenha visitado Moscou.  Em junho de 1989, Gorbachev visitou Kohl na Alemanha Ocidental.  Em novembro de 1989, ele também visitou a Itália, onde se encontrou com o Papa João Paulo II.  As relações de Gorbachev com estes líderes da Europa Ocidental eram normalmente muito mais calorosas do que aquelas que tinha com os seus homólogos do Bloco de Leste. 
Gorbachev continuou a buscar boas relações com a China para sanar a divisão sino-soviética. Em maio de 1989, ele visitou Pequim e lá conheceu seu líder Deng Xiaoping; Deng compartilhava a crença de Gorbachev na reforma econômica, mas rejeitou os apelos à democratização.  Estudantes pró-democracia se reuniram na Praça da Paz Celestial durante a visita de Gorbachev, mas depois que ele saiu foram massacrados pelas tropas. Gorbachev não condenou publicamente o massacre, mas reforçou o seu compromisso de não usar força violenta para lidar com os protestos pró-democracia no Bloco de Leste. 
Após o fracasso das negociações anteriores com os EUA, em Fevereiro de 1987, Gorbachev realizou uma conferência em Moscovo, intitulada "Por um mundo sem armas nucleares, para a sobrevivência da humanidade", que contou com a presença de várias celebridades e políticos internacionais.  Ao pressionar publicamente pelo desarmamento nuclear, Gorbachev procurou dar à União Soviética uma posição moral superior e enfraquecer a autopercepção de superioridade moral do Ocidente.  Ciente de que Reagan não cederia em relação à Iniciativa de Defesa Estratégica (SDI), Gorbachev concentrou-se na redução das "Forças Nucleares de Alcance Intermédio", às quais Reagan estava receptivo.  Em Abril de 1987, Gorbachev discutiu a questão com o secretário de Estado dos EUA, George P. Shultz, em Moscovo; ele concordou em eliminar os foguetes SS-23 dos soviéticos e permitir que os inspectores dos EUA visitassem as instalações militares soviéticas para garantir o cumprimento.  Houve hostilidade a tais compromissos por parte dos militares soviéticos, mas após o incidente de Mathias Rust em Maio de 1987 - em que um adolescente da Alemanha Ocidental conseguiu voar sem ser detectado desde a Finlândia e aterrar na Praça Vermelha - Gorbachev despediu muitas figuras militares de alto escalão por incompetência.  Em dezembro de 1987, Gorbachev visitou Washington, DC, onde ele e Reagan assinaram o Tratado de Forças Nucleares de Alcance Intermédio.  Taubman chamou-o de "um dos pontos mais altos da carreira de Gorbachev". 

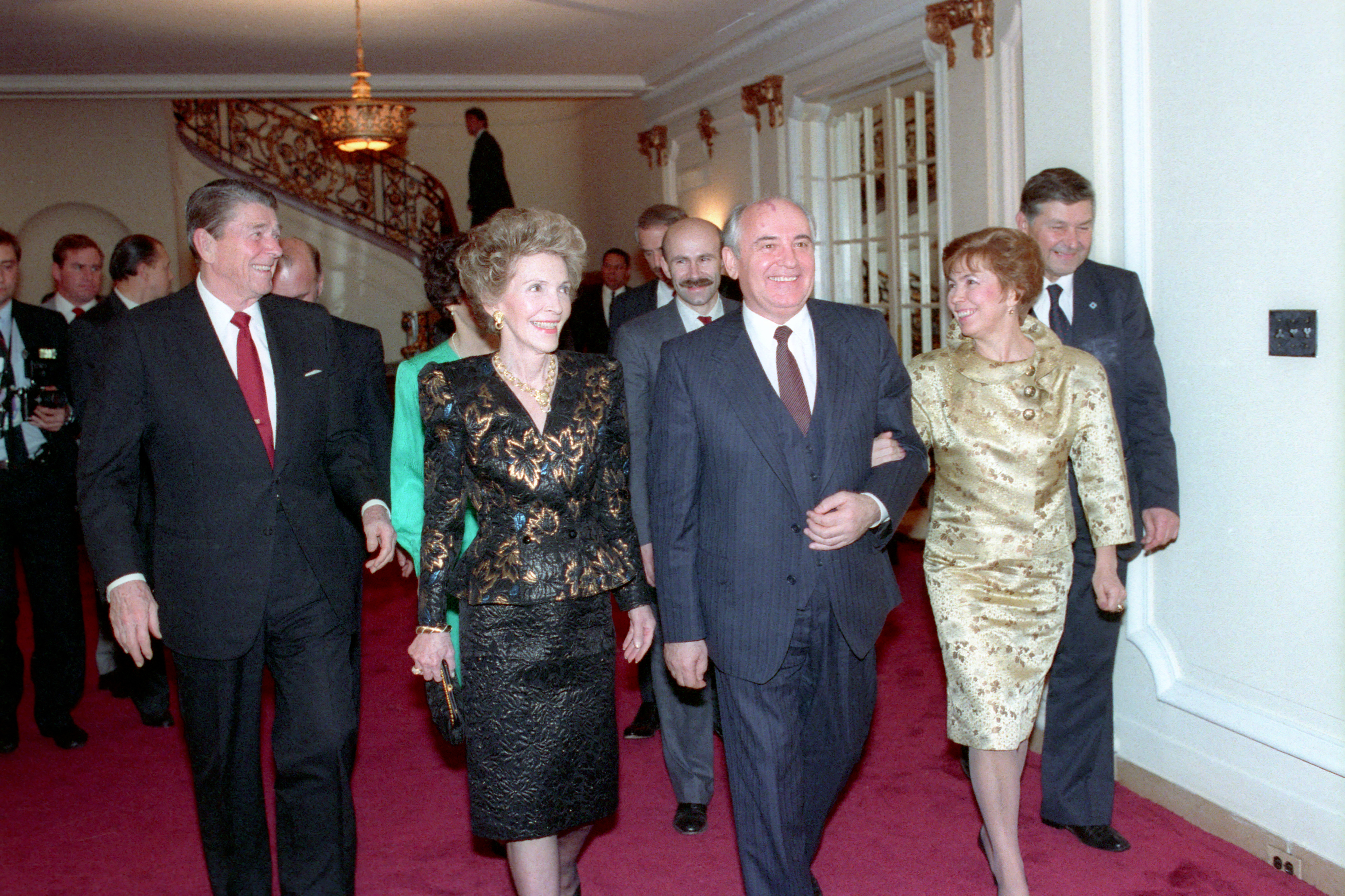
Reagan e Gorbachev com suas esposas (Nancy e Raisa, respectivamente) participando de um jantar na Embaixada Soviética em Washington, 1987

Uma segunda cimeira EUA-Soviética ocorreu em Moscovo em Maio-Junho de 1988, que Gorbachev esperava que fosse largamente simbólica.  Mais uma vez, ele e Reagan criticaram os países um do outro: Reagan levantou restrições soviéticas à liberdade religiosa; Gorbachev destacou a pobreza e a discriminação racial nos EUA, mas Gorbachev relatou que eles falaram "em termos amigáveis".  Chegaram a um acordo sobre a notificação mútua antes da realização de testes de mísseis balísticos e fizeram acordos sobre transporte, pesca e radionavegação.  Na cimeira, Reagan disse aos jornalistas que já não considerava a União Soviética um "império do mal" e os dois revelaram que se consideravam amigos. 
A terceira cimeira realizou-se na cidade de Nova Iorque em dezembro.  Ao chegar lá, Gorbachev fez um discurso na Assembleia Geral das Nações Unidas, onde anunciou uma redução unilateral das forças armadas soviéticas em 500.000 homens; anunciou também que 50.000 soldados seriam retirados da Europa Central e Oriental.  Ele então se encontrou com Reagan e o presidente eleito George H.W. Bush, após o que correu para casa, pulando uma visita planejada a Cuba, para lidar com o terremoto na Armênia.  Ao tornar-se presidente dos EUA, Bush pareceu interessado em continuar as negociações com Gorbachev, mas queria parecer mais duro com os soviéticos do que Reagan, e teve que acalmar as críticas da ala direita do seu Partido Republicano .  Em Dezembro de 1989, Gorbachev e Bush encontraram-se na Cimeira de Malta.  Bush ofereceu-se para ajudar a economia soviética suspendendo a emenda Jackson-Vanik e revogando as emendas Stevenson e Baird.  Lá, concordaram com uma conferência de imprensa conjunta, a primeira vez que um líder norte-americano e soviético o fez.  Gorbachev também pediu a Bush que normalizasse as relações com Cuba e se reunisse com seu presidente, Fidel Castro, embora Bush tenha se recusado a fazê-lo. 

### Questão da nacionalidade e o Bloco do Leste

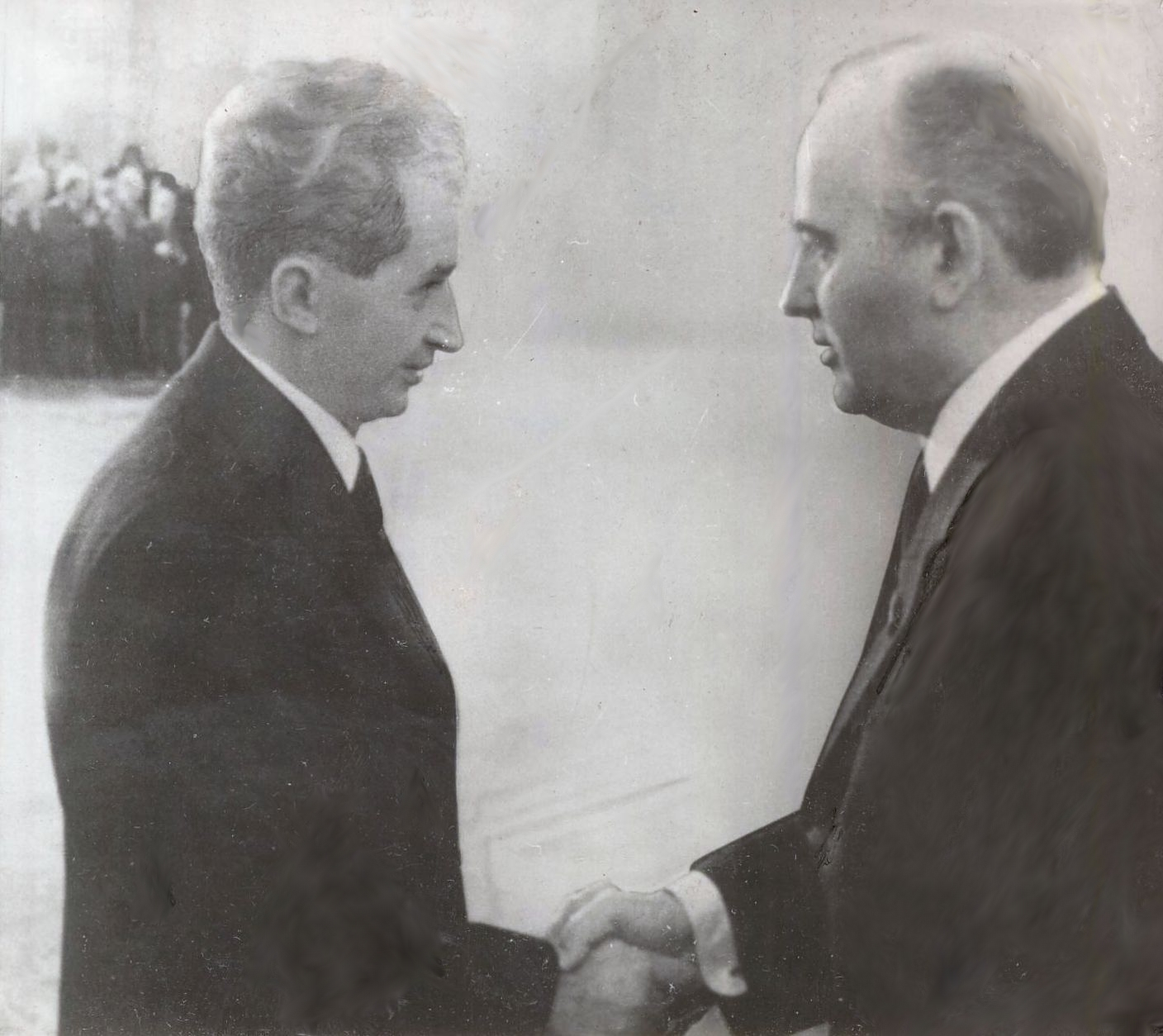
Encontro de Gorbachev com o líder marxista-leninista romeno Nicolae Ceaușescu em 1985. De acordo com Taubman, Ceaușescu era o "saco de pancadas favorito" de Gorbachev.

Ao assumir o poder, Gorbachev encontrou alguma agitação entre diferentes grupos nacionais dentro da União Soviética. Em Dezembro de 1986, eclodiram motins em várias cidades cazaques depois de um russo ter sido nomeado chefe da região.  Em 1987, os tártaros da Crimeia protestaram em Moscou para exigir o reassentamento na Crimeia, área de onde haviam sido deportados por ordem de Stalin em 1944. Gorbachev ordenou que uma comissão, chefiada por Gromyko, examinasse a situação. O relatório de Gromyko opôs-se aos apelos para ajudar no reassentamento dos tártaros na Crimeia.  Em 1988, a “questão da nacionalidade” soviética era cada vez mais premente.  Em fevereiro, a administração da Região Autônoma de Nagorno-Karabakh solicitou oficialmente a sua transferência da República Socialista Soviética do Azerbaijão para a República Socialista Soviética da Armênia; a maioria da população da região era etnicamente armênia e queria a unificação com outras áreas maioritariamente arménias.  Enquanto as manifestações rivais da Arménia e do Azerbaijão decorriam em Nagorno-Karabakh, Gorbachev convocou uma reunião de emergência do Politburo.  Gorbachev prometeu maior autonomia para Nagorno-Karabakh, mas recusou a transferência, temendo que isso desencadeasse tensões e exigências étnicas semelhantes em toda a União Soviética.  No final, porém, nunca foi dada maior autonomia e, em vez disso, Gorbachev ordenou uma limpeza étnica mais violenta dos armênios em partes de Nagorno-Karabakh e na região adjacente de Shahumyan, povoada por armênios, no que foi denominado Operação Anel.
Naquele mês, na cidade azerbaijana de Sumgait, gangues azerbaijanas começaram a matar membros da minoria armênia. As tropas locais tentaram reprimir a agitação, mas foram atacadas por multidões.  O Politburo ordenou que tropas adicionais entrassem na cidade, mas, diferentemente de pessoas como Ligachev, que queriam uma grande demonstração de força, Gorbachev pediu moderação. Ele acreditava que a situação poderia ser resolvida através de uma solução política, instando a realização de conversações entre os partidos comunistas armênio e azerbaijano.  Mais violência anti-armênia eclodiu em Baku em Janeiro de 1990, seguida da morte de cerca de 150 azeris pelo Exército Soviético.  Também surgiram problemas na República Socialista Soviética da Geórgia; em abril de 1989, as tropas soviéticas esmagaram as manifestações pró-independência da Geórgia em Tbilisi, resultando em várias mortes.  O sentimento de independência também estava a aumentar nos estados bálticos; os Sovietes Supremos das Repúblicas Socialistas Soviéticas da Estônia, Lituânia e Letônia declararam a sua "autonomia" económica em relação ao governo central soviético e introduziram medidas para restringir a imigração russa.  Em Agosto de 1989, os manifestantes formaram a Cadeia Báltica, uma corrente humana que atravessava os três países para simbolizar o seu desejo de restaurar a independência.  Nesse mês, o Soviete Supremo da Lituânia considerou ilegal a anexação soviética do seu país em 1940;  em Janeiro de 1990, Gorbachev visitou a república para a encorajar a permanecer parte da União Soviética. 

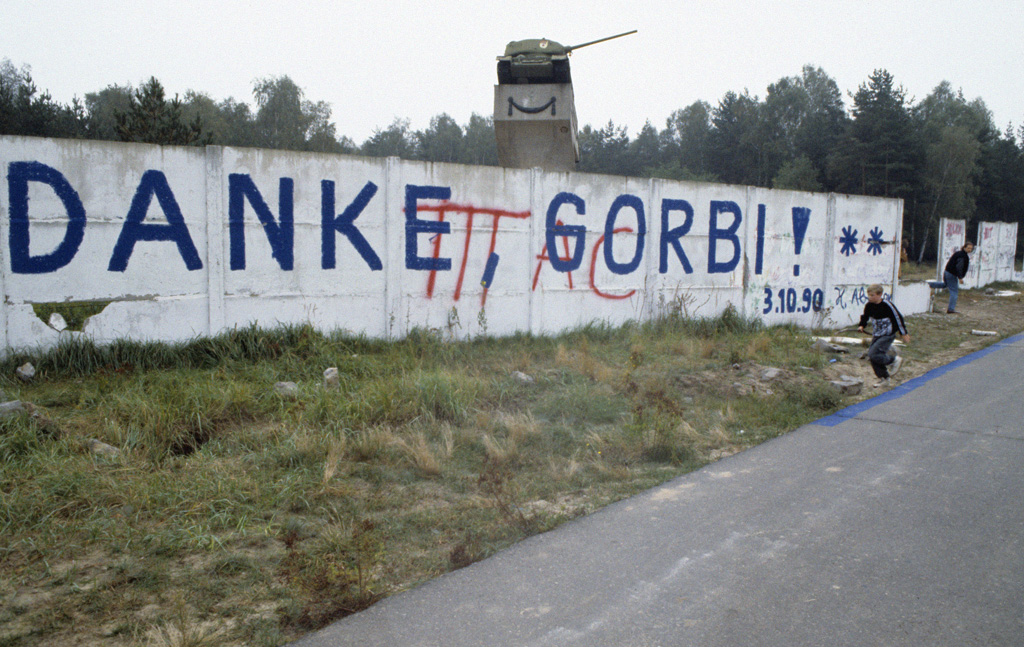
Muro de Berlim, obrigado, Gorbi!, outubro de 1990

Gorbachev rejeitou a Doutrina Brezhnev, a ideia de que a União Soviética tinha o direito de intervir militarmente em outros países marxistas-leninistas se os seus governos fossem ameaçados.  Em Dezembro de 1987, anunciou a retirada de 500.000 tropas soviéticas da Europa Central e Oriental.  Ao prosseguir com as reformas internas, não apoiou publicamente os reformadores noutras partes do Bloco de Leste.  Esperando, em vez disso, dar o exemplo, ele mais tarde relatou que não queria interferir nos assuntos internos, mas que talvez temesse que promover reformas na Europa Central e Oriental irritasse demais os seus próprios radicais.  Alguns líderes do Bloco de Leste, como o húngaro János Kádár e o polaco Wojciech Jaruzelski, simpatizavam com a reforma; outros, como o romeno Nicolae Ceaușescu, eram hostis a ela.  Em Maio de 1987, Gorbachev visitou a Romênia, onde ficou consternado com o estado do país, tendo dito mais tarde ao Politburo que "a dignidade humana não tem absolutamente nenhum valor".  Ele e Ceaușescu não gostavam um do outro e discutiam sobre as reformas de Gorbachev. 

Em agosto de 1989, o Piquenique Pan-Europeu, que Otto von Habsburg planejou como um teste para Gorbachev, resultou em um grande êxodo em massa de refugiados da Alemanha Oriental. De acordo com a "Doutrina Sinatra", a União Soviética não interferiu e a população da Europa Oriental, informada pela mídia, percebeu que, por um lado, seus governantes estavam perdendo cada vez mais poder e, por outro lado, a Cortina de Ferro estava se desintegrando como um suporte para o Bloco Oriental.